# Domeniile Tohani
Tohani Romania este o companie producătoare de vinuri din România.

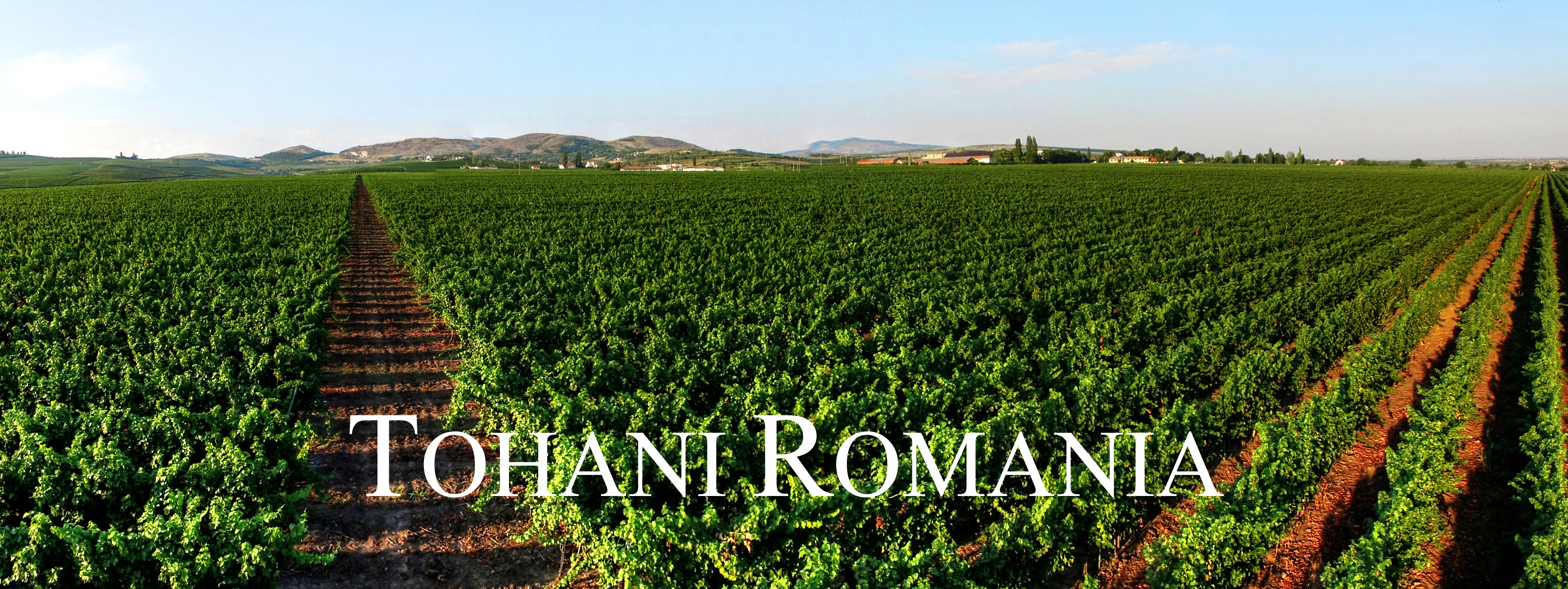
TohaniRomania

Principalele mărci de vinuri din portofoliul Domeniile Tohani sunt: Domeniile Tohani, Moșia de la Tohani - Escapada, Castelul Peleș, Princiar, Flori de Gheață, Moșia de la Tohani - Special Reserve, Cuvee, Arum, Siel, Valahorum, Principele Radu și nu în ultimul rând, APOGEUM.  
TOHANI ROMÂNIA – Vinuri de creație
Din 1773, Tohaniul a atras oameni cu har, care au iubit via, au muncit-o, au înțeles-o și i-au amplificat forța creatoare. De aici, din inima Dealului Mare, de peste 200 de ani, se creează vinuri. Fiecare vin are povestea lui, împletită cu cea a geniului și a pasiunii celor care l-au creat. La Tohani, pământul vorbește, iar oamenii ascultă. Și apoi, se face vin.
Tohani România își continuă povestea sub semnul regalității, începând cu anul 1930, moment în care Principele Nicolae al României, fratele regelui Carol al II lea, devine proprietarul acestui vast domeniu. Pe aceste meleaguri o cunoaște pe frumoasa Ioana Dumitrescu Doletti, fiică de moșier din Tohani. Principele renunță la tron pentru a-și urma vocea inimii și a se căsători cu Ioana Doletti. Astfel, povestea care a înduioșat inimile atâtor europeni a stat ca inspirație de-a lungul zecilor de ani pentru vinurile ce se nasc aici.
În anul 1948, Domeniile Tohani devine proprietate de stat iar în anii următori, printr-o asociere cu specialiști din zona Bordeaux, Franța, a fost construită crama și păstrată până în ziua de astăzi ca și loc de vizită și muzeu. Aici se află conservată singura vinotecă din zonă, ce adăpostește peste 100 000 de sticle de vinuri de colecție.
În anii 2000, compania este privatizată și cunoaște un amplu proces de modernizare. Construcția unei noi fabrici cu tehnologie de ultima oră, o nouă infrastructură, replantarea viței de vie pe suprafețe importante. Acesta este începutul perioadei moderne, când, în echipa Tohani este adus oenologul din Africa de Sud, Albertus Vand Der Merwe, aducând la Tohani aerul lumii noi, care completează perfect tradiția și priceperea oenologului, Marin Ion, Doctor în vinuri, recunoscut la nivel național.
Astfel, la Tohani, măiestria și priceperea oenologului, modelează ceea ce natura pune la dispoziție de sute de ani. Un terroir unic, traditie și atenția la detalii, sunt singurele elemente ce dau posibilitatea creării unor vinuri ce definesc noi standarde de calitate.
Pe aceste meleaguri, recunoscute pentru calitatea soiurilor roșii, Feteasca Neagră găsește condițiile perfecte de dezvoltare și atingere a perfecțiunii. Vinul, obținut din acest soi, este recunoscut ca unul dintre cele mai bune vinuri roșii din România, astfel Feteasca Neagră, APOGEUM, fiind premiată cu medalie de aur la cel mai prestigios concurs din lume, Concours Mondial De Bruxelles.
Soiuri de struguri cultivate: Fetească Neagră, Pinot Noir, Cabernet Sauvignon, Merlot, Shiraz, Fetească Albă, Fetească Regală, Tămâioasă Românească, Sauvignon Blanc, Riesling, Chardonnay, Busuioacă de Bohotin.

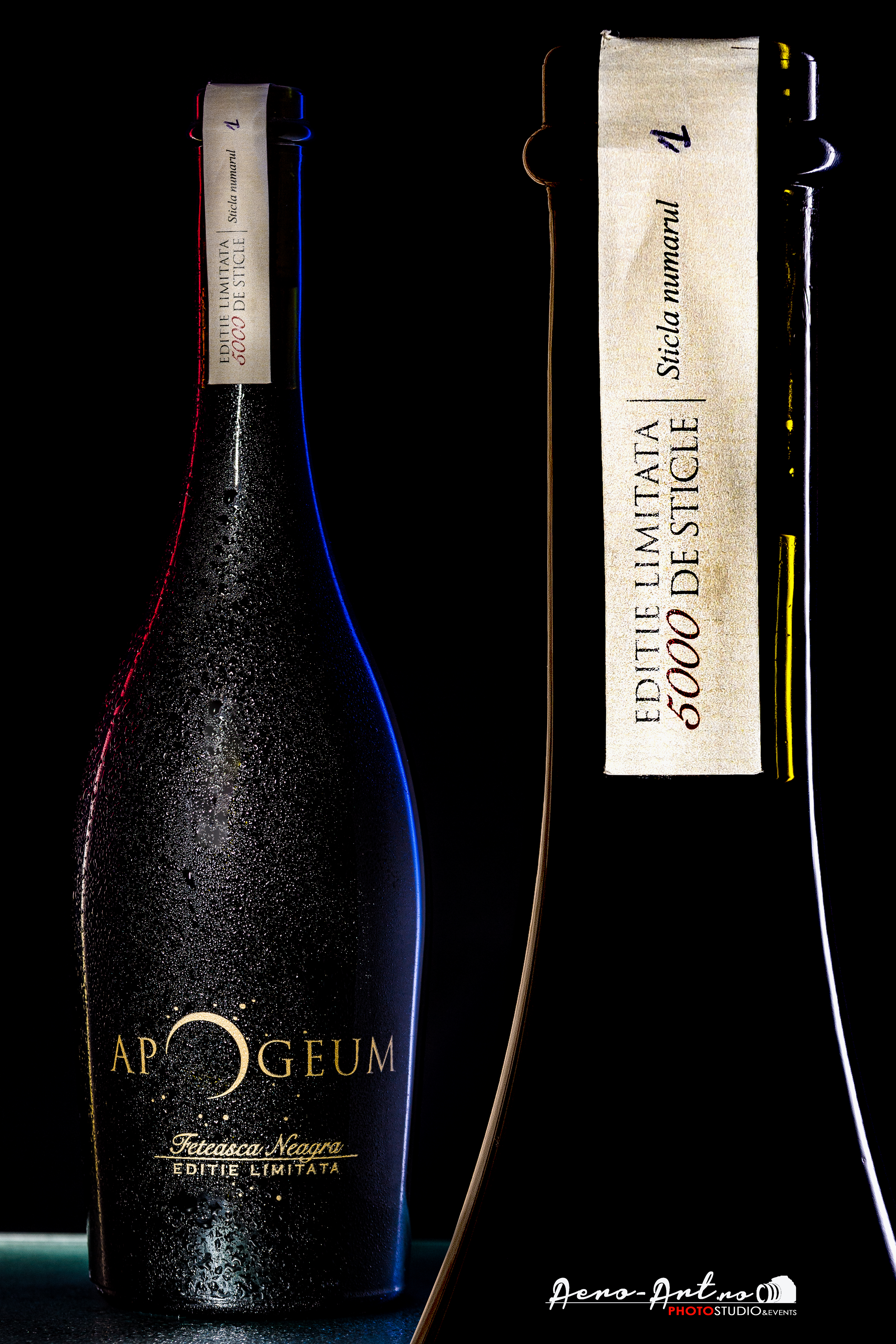
[https://www.tohaniromania.com/apogeum/ Apogeum